# دهكهنة (مقاطعة دالاهو)
دهكهنة (بالفارسية: ده‌کهنه) هي قرية تقع في قسم بيونيج الريفي (مقاطعة دالاهو) في إيران. يقدر عدد سكانها بـ 135 نسمة .